# 7206-os mellékút (Magyarország)
A 7206-os számú mellékút egy négy számjegyű mellékút Fejér vármegye nyugati részén; Jenő település egyedüli közúti megközelítési útvonala.

## Nyomvonala
Polgárdi északi részén ágazik ki, Vasút utca néven, észak felé indulva a 7205-ös útból, annak 2+450-es kilométerszelvényénél. 300 méter megtétele után kiágazik belőle kelet-északkelet felé a Polgárdi vasútállomáshoz vezető 72 303-as út. Itt egy kicsit nyugatibb irányba fordul, még a 400. méterszelvénye előtt keresztezi a MÁV 29-es számú Székesfehérvár–Tapolca-vasútvonalát, majd elhagyja Polgárdi házait. 2. kilométere előtt Gyula-major mellett halad el, majd a 4. kilométere előtt átlép Jenő településre.
4,4 kilométer megtétele után éri el a falu első házait, majd nem sokkal később annak központját is; az 5+900-as kilométerszelvényénél már Nádasdladányra ér. Nagyjából a 8+400-as kilométerszelvénye táján elhalad a Nádasdy-kastély impozáns parkjának főbejárata előtt, majd a park északnyugati csücskénél, a 7202-es útba torkollva véget is ér, annak 13+700-as kilométerszelvényénél. Teljes hossza, az országos közutak térképes nyilvántartását szolgáló kira.gov.hu adatbázisa szerint 9,027 kilométer.

## Képgaléria

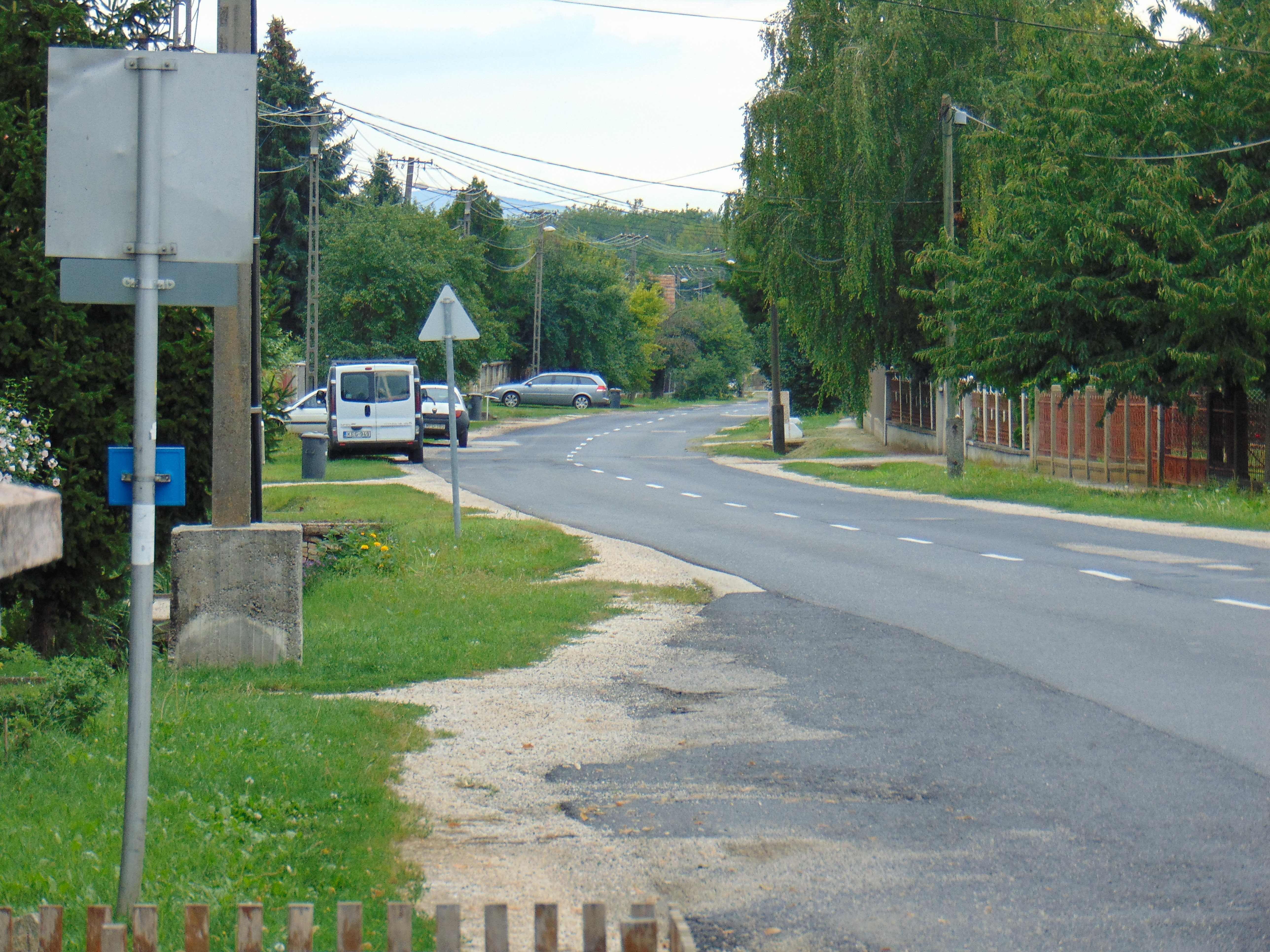
Az út Jenő központjában észak felé nézve
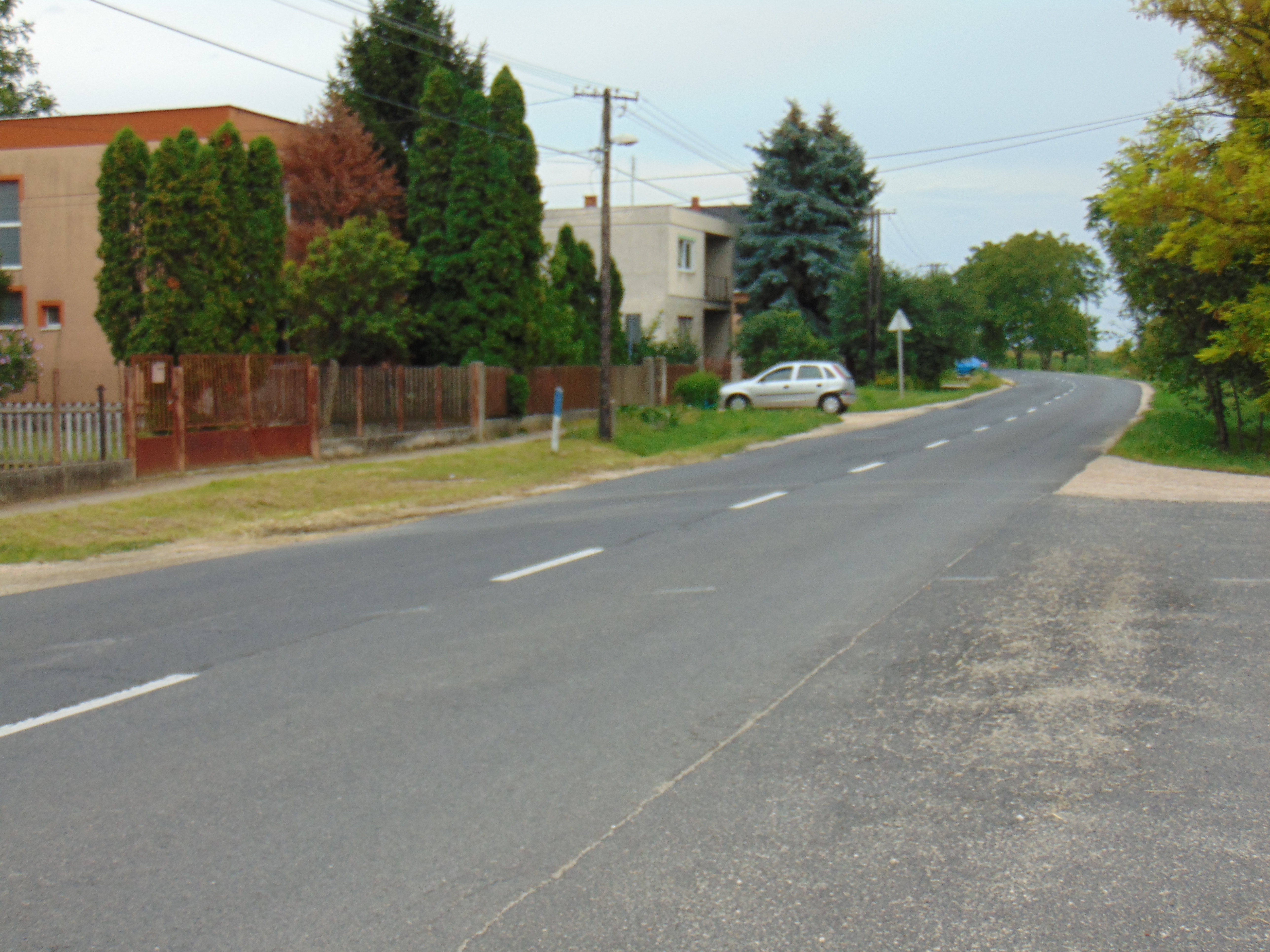
Jenő központjában, dél felé nézve
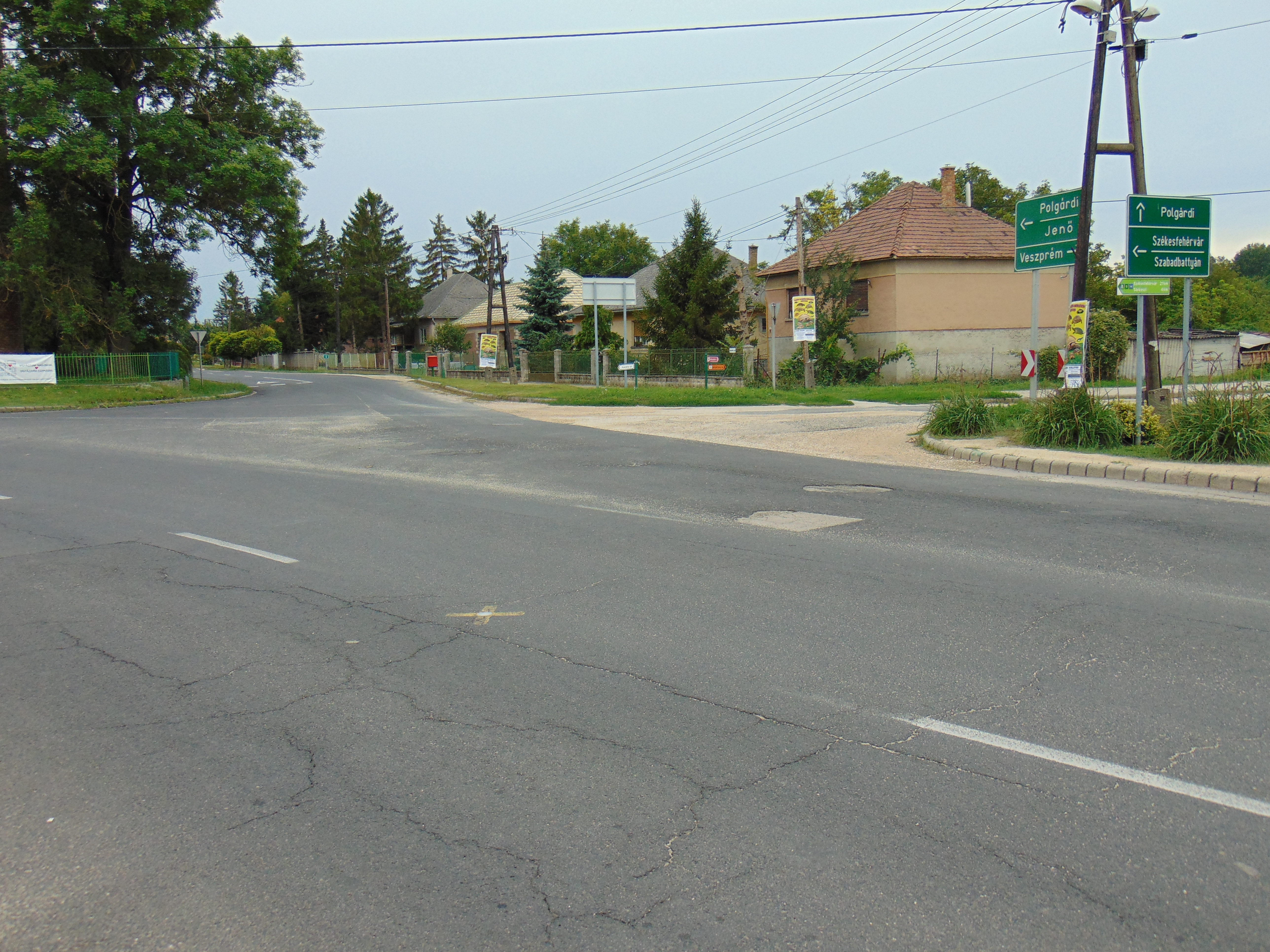
Az út betorkollása a 7202-es útba Nádasdladány központjában, útirányjelző táblákkal